# Fromentières (Marne)
Fromentières é uma comuna francesa na região administrativa do Grande Leste, no departamento de Marne. Estende-se por uma área de 8.88 km², e possui 378 habitantes, segundo o censo de 2018, com uma densidade de 43 hab/km².